# Jan Kirchhoff
Jan Kirchhoff (Fráncfort del Meno, Alemania, 1 de octubre del 1990) es un exfutbolista alemán que jugaba de defensa.

## Trayectoria
Nació en la ciudad de Fráncfort del Meno en el Estado de Hesse, Alemania. Él empezó su carrera en clubes juveniles en el club Kickers 16 Frankfurt en el año 1999 se cambió de club a Eintracht Frankfurt. En el año 2007 fue trasferido al 1. FSV Mainz 05. Llegó a jugar en el 1. FSV Mainz 05 II y estuvo también en el primer equipo, con el que debutó en el año 2007.
Firmó con el Bayern de Múnich y fue presentado el 3 de julio de 2013 junto a Mario Götze.
El 27 de diciembre de 2013 se unió al Schalke 04 en un préstamo de un año y medio, hasta el 30 de junio de 2015. Jugó 20 partidos con el Schalke.
En marzo de 2021 anunció su retirada al final de la temporada. El mismo día se supo que se uniría al VfB Stuttgart como entrenador asistente en el equipo sub-15.

## Selección nacional
| Etapa de selección | País     | Año       | Partidos | Goles |
| ------------------ | -------- | --------- | -------- | ----- |
| Alemania sub-18    | Alemania | 2007-2008 | 3        | 0     |
| Alemania sub-19    | Alemania | 2008-2009 | 8        | 1     |
| Alemania sub-21    | Alemania | 2010-2013 | 18       | 3     |

## Clubes
| Club                      | País       | Año       | Partidos | Goles |
| ------------------------- | ---------- | --------- | -------- | ----- |
| 1. FSV Mainz 05 II        | Alemania   | 2008-2010 | 18       | 2     |
| 1. FSV Mainz 05           | Alemania   | 2008-2013 | 64       | 0     |
| Bayern de Múnich          | Alemania   | 2013-2016 | 12       | 0     |
| F. C. Schalke 04 (cedido) | Alemania   | 2014-2015 | 20       | 0     |
| Sunderland A. F. C.       | Inglaterra | 2016-2017 | 23       | 0     |
| Bolton Wanderers F. C.    | Inglaterra | 2018      | 4        | 0     |
| 1. F. C. Magdeburgo       | Alemania   | 2019      | 10       | 0     |
| KFC Uerdingen 05          | Alemania   | 2019-2021 | 22       | 2     |

## Palmarés

### Títulos nacionales
| Título        | Club             | País     | Año  |
| ------------- | ---------------- | -------- | ---- |
| 1. Bundesliga | Bayern de Múnich | Alemania | 2014 |

### Títulos internacionales
| Título            | Club             | País      | Año  |
| ----------------- | ---------------- | --------- | ---- |
| Mundial de Clubes | Bayern de Múnich | Marruecos | 2013 |